# 奧尼爾 (體育品牌)
奧尼爾（英語：O'Neills；全稱「奧尼爾愛爾蘭國際體育有限公司」）是愛爾蘭島最大的體育用品製造商。

## 歷史
奧尼爾公司由查爾斯·奧尼爾（Charles O'Neill）1918年在都柏林市中心建立，早起主要生產蓋爾式足球用球同板棍球用球。1955年查爾斯·奧尼爾去世以後，他的兒子接管了奧尼爾公司，並開始涉足體育服裝。20世紀80年代，為了應對日益增長的訂單數量，奧尼爾公司引進了機械化紡織，而車間亦都由市中心搬到了郊外的巴爾欽鎮。後來奧尼爾公司還在接壤多內加爾郡的北愛爾蘭斯特拉班建立了第二座生產車間。
在20世紀80年代，奧尼爾公司曾經因為在體育服裝肩部使用了「三道槓」的設計，而被西德巨頭阿迪達斯告上法庭。但是最後愛爾蘭最高法院裁定：「三道槓」設計「不足以令到消費者誤以為他們買的是阿迪達斯的產品」，因此奧尼爾公司採用「三道槓」設計並未侵犯阿迪達斯的版權。
2010 年，公司推出了官方网上商店，并于 2013 年进一步扩大了网上购物业务。到 2022 年，O'Neills 将在爱尔兰共和国、北爱尔兰（英国）、澳大利亚和美国等主要地区雇佣约 900 名员工。